# Kraftwerk Konakowo
Das Kraftwerk Konakowo (Konakowskaja GRES, russisch Конаковская ГРЭС) ist ein mit Erdgas befeuertes Wärmekraftwerk in der Nähe der Stadt Konakowo in der Oblast Twer, Russland.
Das 1969 errichtete Kraftwerk hat eine Leistung von 2520 MW und besteht aus vier Blöcken.
Eine Besonderheit von Konakowskaja GRES ist, dass zwei der drei Kamine auch als Freileitungsmaste für die vom Kraftwerk abgehenden Stromleitungen dienen.